# الحسينية (مكة المكرمة)
الحسينية؛ هي قرية تقع جنوب مكة المكرمة في المملكة العربية السعودية، وتحيديًا خلف حي العوالي (يقع على طريق الطائف الهدا)، وتمتد من بطحاء قريش ومن العوالي إلى جبل كساب وإلى طريق خط الخواجات ووداي ملكان.

## الجغرافيا
يمر بها وادي عرنة من العابدية إلى الحسينية.

## الخدمات
يوجد بها مساجد كبيرة مثل مسجد الشيخ ابن عثيمين
ومسجد الأنصار وغيرها من المساجد، وكما يوجد بها مدرسة حكومية ابتدائي ومتوسط وثانوي، ويوجد بها ملاعب أهلية مجهزه ومحطات وقود وخدمات عدة. لكن ينقصها خدمة شبكة الماء والاتصال وأيضًا خدمة الجيل الثالث وأيضًا ناقصة أعمدة الإنارة في بعض المخططات، وتوجد بها أعلام الحرم (حدود الحرم) إذ أن أكثر هذه المنطقة خارج حدود الحرم.
وهي مزارع قديمة منذ عهد المجتمع القرشي والأموي والعباسي ولها دور فعال وقت الحج.[بحاجة لمصدر]